# Iron Mountain (Michigan)
Iron Mountain település az Amerikai Egyesült Államok Michigan államában, Dickinson megyében, melynek megyeszékhelye is. Lakosainak száma 7518 fő (2020. április 1.).

## Népesség
A település népességének változása:

| 2010 | 7 624 |
| 2020 | 7 518 |